# آن أوبراين
آن أوبراين (بالإنجليزية: Anne O'Brien) (25 يناير 1956 بدبلن في جمهورية أيرلندا - 29 أغسطس 2016 بروما في جمهورية أيرلندا) هي مدربة كرة قدم ولاعبة كرة قدم أيرلندية في مركز الوسط. شاركت مع منتخب جمهورية أيرلندا لكرة القدم للسيدات. أما مع النوادي، فقد لعبت مع ASD Reggiana Calcio Femminile ‏ ولاتسيو النسائي ‏ وACF Trani 80 ‏ وReims FF ‏.